# 팔라시꾸 공연장

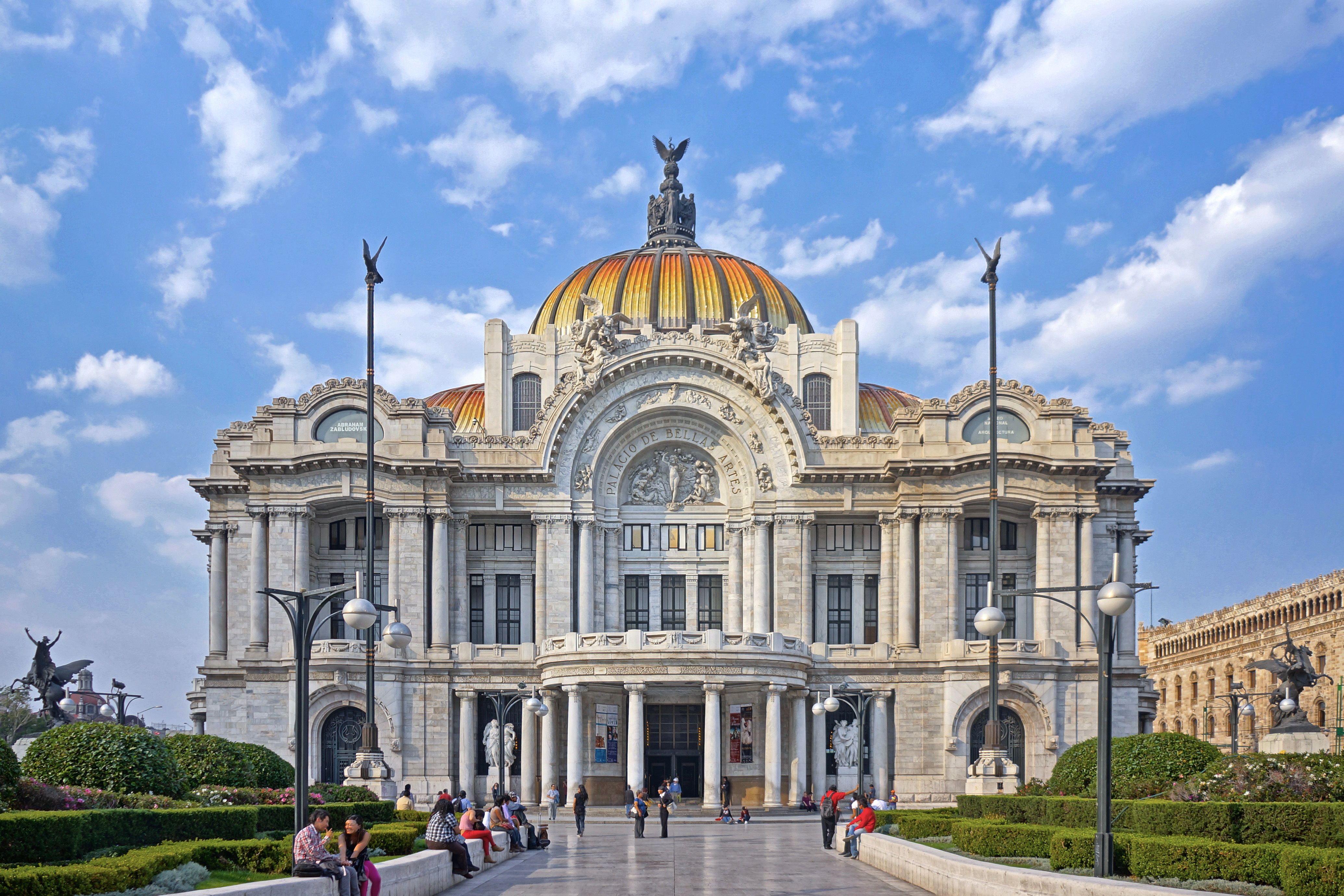

팔라시꾸 공연장(Palacio de Bellas Artes), 벨라 아르테스 궁전, 멕시코 예술 궁전은 멕시코시티의 저명한 문화 센터이다.
멕시코 시티에서 가장 아름다운 건축물로써 1905년에 연극공연장으로 개장되었다. 강철구조물을 바탕으로, 네오 클라식(Neo-classic)과 아트 누보(Art Nouveau)풍이 복합된 양식에다, 여기에 전-콜롬비아(Pre-Columbian)의 장식적 요소들이 가미되었다. 건물 외부는 이태리 대리석으로 덮여 있고, 둥근 지붕은 타일로 장식되어 있으며, 가장 높은 뾰족탑 위에는 독수리 조각물이 세워져 있다. 혁명에 의해 건축작업이 잠시 중단되었다가 다시 진행되어 1934년에 완성되었다. 그래서 건물 내부는 아트 데코(Art Deco)풍이다. 연극장의 커텐은 유리 모자이크인데, 멕시코 계곡과 화산을 상징하고 있다.